# Orthoceras novae-zeelandiae
Orthoceras novae-zeelandiae är en orkidéart som först beskrevs av Achille Richard, och fick sitt nu gällande namn av M.A.Clem., D.L.Jones och Brian Peter John Molloy. Orthoceras novae-zeelandiae ingår i släktet Orthoceras och familjen orkidéer. Inga underarter finns listade i Catalogue of Life.